# EN 80601-2-61
Die EN ISO 80601-2-61 mit dem Titel „Medizinische elektrische Geräte – Teil 2-61: Besondere Festlegungen für die Sicherheit einschließlich der wesentlichen Leistungsmerkmale von Pulsoximetriegeräten“ ist Teil der Normenreihe EN 60601 (die EN-60601-Reihe wird aktuell in die EN-80601-Reihe überführt).
Herausgeber der DIN-Norm DIN EN ISO 80601-2-61 ist das Deutsche Institut für Normung.
Die Norm basiert auf der internationalen Fassung IEC IEC 62D/718/CD:2008. Im Rahmen des VDE-Normenwerks ist die Norm als VDE 0750-2-61 klassifiziert, siehe DIN-VDE-Normen Teil 7.
Diese Ergänzungsnorm regelt allgemeine Festlegungen für die Sicherheit, Prüfungen und Richtlinien von Pulsoximetriegeräten. Zweck ist es, Merkmale der Basissicherheit, die wesentlichen Leistungsmerkmale sowie Prüfungen zu beschreiben und zusätzlich Anleitungen für ihre Anwendung zu geben.

## Gültigkeit
- Die endgültige Version der Norm ist korrespondierend mit der 3. Ausgabe der DIN EN 60601-1 anzuwenden.

## Anwendungsbereich
Diese Internationale Norm spezifiziert besondere Anforderungen für die Basissicherheit und die wesentlichen Leistungsmerkmale von Pulsoximetriegeräten die für die Anwendung an Menschen bestimmt sind; sie werden nachfolgend als ME-Gerät bezeichnet. Dies beinhaltet alle Teile, die für den bestimmungsgemäßen Gebrauch erforderlich sind; dies schließt den Pulsoximetriemonitor, den Pulsoximetriesensor und das Sensorverlängerungskabel ein.
Diese Anforderungen gelten auch für Pulsoximetriegeräte einschließlich Pulsoximetriemonitoren, Pulsoximetriesensoren und Sensorverlängerungskabel, die wiederaufgearbeitet wurden. 
Der bestimmungsgemäße Gebrauch von Pulsoximetriegeräten beinhaltet, ist aber nicht begrenzt auf, die Abschätzung der arteriellen Sauerstoffhämoglobinsättigung und Pulsfrequenz bei Patienten innerhalb und außerhalb des Krankenhauses, einschließlich der Anwendung in Häuslicher Umgebung. Diese besonderen Festlegungen gelten nicht für Pulsoximetriegeräte, die für den Gebrauch in Laborforschungsanwendungen bestimmt sind, und für Oximeter, die eine Blutprobe des Patienten benötigen.
Gefährdungen, die sich aus der vorgesehenen physiologischen Wirkungsweise von ME-Geräten oder ME-Systemen im Anwendungsbereich dieser Norm ergeben, sind nicht durch besondere Anforderungen in dieser Norm erfasst.
Diese Norm kann auch auf Pulsoximetriegeräte und deren Zubehör angewendet werden, die für den Ausgleich oder die Erleichterung bei Krankheiten, Verletzungen oder Behinderungen verwendet werden. Diese Norm gilt nicht für entfernt aufgestellte oder gekoppelte (sekundäre) Geräte, die SpO2 Werte anzeigen und die sich außerhalb der Patientenumgebung befinden.

## Zusatzinformation
- Diese Norm ist neu und hat keine Vorgängernorm.
- Sie ist vorgesehen als Ersatz für EN ISO 9919 (VDE 0750-54):2005-09

Folgende geänderte Anforderungen sind in der EN 80601-2-61 enthalten (Auszug):
- Schutz vor übermäßigen Temperaturen
- Schutz vor Eindringen von Wasser
- Unterbrechung der Stromversorgung
- Alarme
- Genauigkeit
- Aufbau (Stoß, Vibration)
- Elektromagnetische Verträglichkeit
- Verweis auf Anwendung der (EN 60601-1-2, EN 60601-1-6, EN 60601-1-8, EN 60601-1-9, EN 60601-1-10, EN 60601-1-11)